# Zeldenrust (Westerwijtwerd)
De Zeldenrust is een koren- en pelmolen in het Groningse dorp Westerwijtwerd in de gemeente Eemsdelta.

## Geschiedenis
De Zeldenrust werd in 1845 gebouwd en was van 1856 (met een korte onderbreking) tot 2000 in bezit van de familie Hazekamp. Nadat de molen vanaf 1980 in verval was geraakt, verkocht de laatste molenaar uit de familie Hazekamp de molen aan een particuliere stichting die de molen heeft laten restaureren.
In 1989 kwam het boek Van Haver tot Gort uit, waarin cartograaf Roel Helmers met 150 tekeningen de molen in kaart bracht. In 1996 werd op basis van dit boek een replica van de Zeldenrust gebouwd in het Zuid-Afrikaanse dorp Evendale. 
Nadat de exploitatie van de molen al langer in handen was van de Stichting Het Groninger Landschap, is de molen sinds 2007 in eigendom bij deze stichting. De buitenroede is voorzien van zelfzwichting met het Van Busselsysteem en de binnenroede heeft oudhollands hekwerk met zeilen.
Thans draait en maalt de molen op vrijwillige basis.
Bij de aardbeving bij Huizinge in augustus 2012 raakte het fundament van de molen zwaar beschadigd. In september 2020 werd gestart met het versterken van de molen. De molen krijgt een aardbevingsbestendig fundament van rubber blokken voor het opvangen van aardschokken.